# 臺中市立大道國民中學
臺中市立大道國民中學（簡稱大道國中）是臺灣臺中市大肚區唯一的市立國民中學。

## 歷史
- 1961年8月奉准設立「台中縣立沙鹿初中大肚分部」，縣府派陳克己為分部主任，暫借大肚紙廠上課。
- 1962年9月現址校舍完工，遷入新址上課。10月核准獨立設校，正名為「台中縣立大道初級中學」，省府派分部主任陳克己為首任校長。11月1日舉行獨立設校典禮，並定此日為校慶。[1]
- 2022年12月14日，禮堂中正堂拆除重建。[2]